# Ognjen Mudrinski
Ognjen Mudrinski (in serbo Огњен Мудрински?; Srbobran, 15 novembre 1991) è un calciatore serbo, attaccante dell’Akragas.

## Carriera

### Club
Ha giocato nella prima divisione dei campionati serbo, svizzero, polacco, croato e sloveno.

### Nazionale
Nel 2012 ha messo a segno 2 reti in 5 presenze con la maglia della nazionale serba Under-21.

## Palmarès

### Club

#### Competizioni nazionali
- Campionato sloveno: 1

Maribor: 2021-2022

### Individuale
- Capocannoniere del campionato sloveno: 1

2021-2022 (17 gol)